# Jean-Paul Maunick
Jean Paul 'Bluey" Maunick es un guitarrista y productor musical londinense, líder, entre otros proyectos, de Incognito, una de las bandas más representativas del Acid Jazz británico.

## Biografía
Nacido en las Islas Mauricio, en 1957 (Maunick es hijo del poeta mauritense Edouard Maunick),Jean Paul Maunick abandonó las Islas en 1967 para establecerse en Londres con su madre. En 1978 formó el grupo Light of the World, con el jovencísimo bajista (por aquel entonces contaba tan sólo con 14 años) Paul 'Tubs' Williams, grupo fuertemente influenciado por la Black music del momento con el que llegó a editar tres discos y que se convertirtía en el germen de su proyecto más importante, Incognito.
En 1981 vería la luz el primero de los álbumes de Incognito, que con el título "Jazz Funk" suponía toda una declaración de intenciones. Tuvieron que pasar otros diez años para que Bluey se decidiera a editar otro álbum bajo el nombre del proyecto, animado por el gurú británico del Acid Jazz Gilles Peterson, tiempo que aprovechó para dedicarse a labores de composición y de producción. 
En 2001 Bluey editó el L.P "Another Time Another Space", bajo el nombre de Citrus Sun, un proyecto paralelo. Maunick ha efectuado tareas de producción para artistas como Stevie Wonder, Chaka Khan, Philip Bailey, Terry Callier, Paul Weller, George Benson o el brasileño Ed Motta. 

## Equipo
Como guitarrista, Bluey usa una Fender Stratocaster, una Gibson ES 335 y una acústica Yamaha. En estudio usa un amplificador ornford Harlequin, un POD o una caja de inyección Focusrite Red 1 Quad Mic-Pre-Amp. En directo emplea el Roland JC120 y pedales de Delay y Wah-wah

## Discografía

### ConLight of the World
- 1979 - Light of the World
- 1980 - Trip
- 1982 - Check us Out

### Con Incognito
- 1981 - Jazz Funk
- 1991 - Inside Life
- 1992 - Tribes, Vibes, Scribes
- 1993 - Positivity
- 1995 - 100° and Rising
- 1996 - Beneath the surface
- 1999 - No time like the future
- 2001 - Life, stranger than fiction
- 2002 - Who needs love
- 2004 - Adventures in black sunshine
- 2005 - Eleven
- 2008 - Tales from the Beach
- 2010 - Transatlantic RPM
- 2012 - Surreal
- 2014 - Amplified my Soul
- 2015 - Live in London -35th Anniversary Show
- 2016 - In Search of better days

### Solo
- 2013 - Leap of Faith
- 2015 - Life Between The Notes

### ConCitrus Sun
- 2001 - Another Time Another Space
- 2018 - Ride Like The Wind